# لاري كونينغهام
لاري كونينغهام (بالإنجليزية: Larry Cunningham)‏ هو مغني أيرلندي، ولد في 13 فبراير 1938، وتوفي في 28 سبتمبر 2012 في دبلن في جمهورية أيرلندا.

## وصلات خارجية
- الموقع الرسمي
- لاري كونينغهام على موقع ميوزك برينز (الإنجليزية)
- لاري كونينغهام على موقع أول ميوزيك (الإنجليزية)
- لاري كونينغهام على موقع ديسكوغز (الإنجليزية)
- لاري كونينغهام على موقع ديسكوغز (الإنجليزية)